# Kaiserforum (Viena)

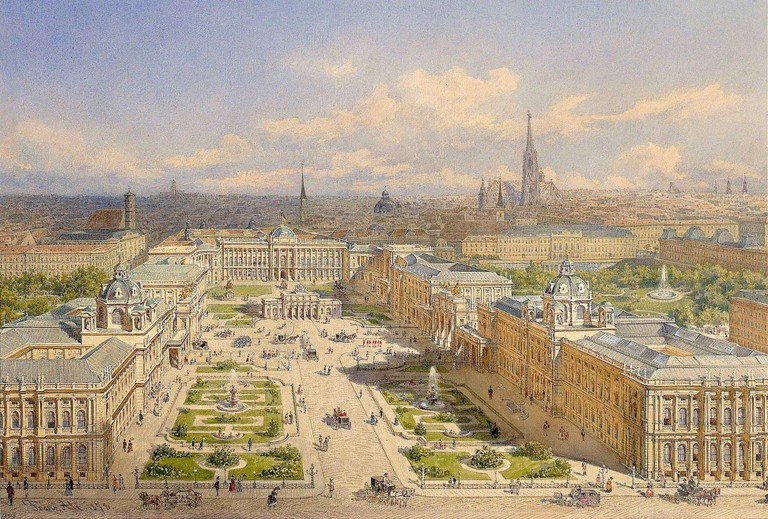
La vieja y la nueva Burgplatz de Viena con el proyecto del Kaiserforum (acuarela de Franz Alt, 1873).

El Kaiserforum (Foro Imperial) fue un proyecto arquitectónico en Viena que debería haber coronado la reforma de la Ringstrasse. Se trataba de la expansión del Hofburg y su conexión con los edificios destinados a exhibir las colecciones de los Habsburgo.

## Historia

### Antecedentes
En los primeros proyectos presentados para la ampliación de la Ringstrasse en 1858, ya se contemplaba la creación de un gran museo público destinado a exhibir las colecciones imperiales al modo de los que había en otras grandes capitales, como Berlín, París o Madrid. Las colecciones de pintura de los Habsburgo habían sido expuestas desde el siglo XVII en los pisos superiores del Stallburg (Establos) y, a partir de 1781, en el palacio Belvedere. Por su parte, las colecciones de historia natural encontraban acomodo como podían en varias salas del Hofburg y la preciada armería histórica había tenido varias localizaciones y en 1863 había sido instalada junto con armas modernas en el nuevo Arsenal de Viena.
No fue hasta 1864 cuando se tomó la decisión de construir dos edificios frente al Hofburg: el Museo de Historia del Arte y el Museo de Historia Natural. Se celebró un concurso al que fueron invitados cuatro arquitectos: Carl Hasenauer, Theophil von Hansen, Heinrich Ferstel y Moritz Löhr. Sin embargo, los cuatro borradores se consideraron poco prácticos, por lo que en 1869 se llamó al afamado arquitecto Gottfried Semper como árbitro, quien no solo criticó los proyectos individuales, sino también el modo de la licitación.

### El proyecto de Semper y Hasenauer (1871-1894)

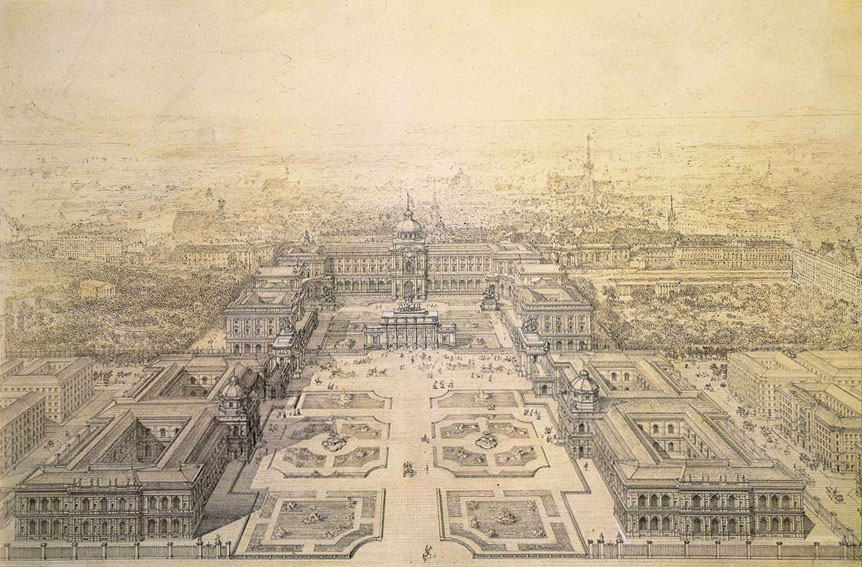
Diseño de Gottfried Semper (1870).

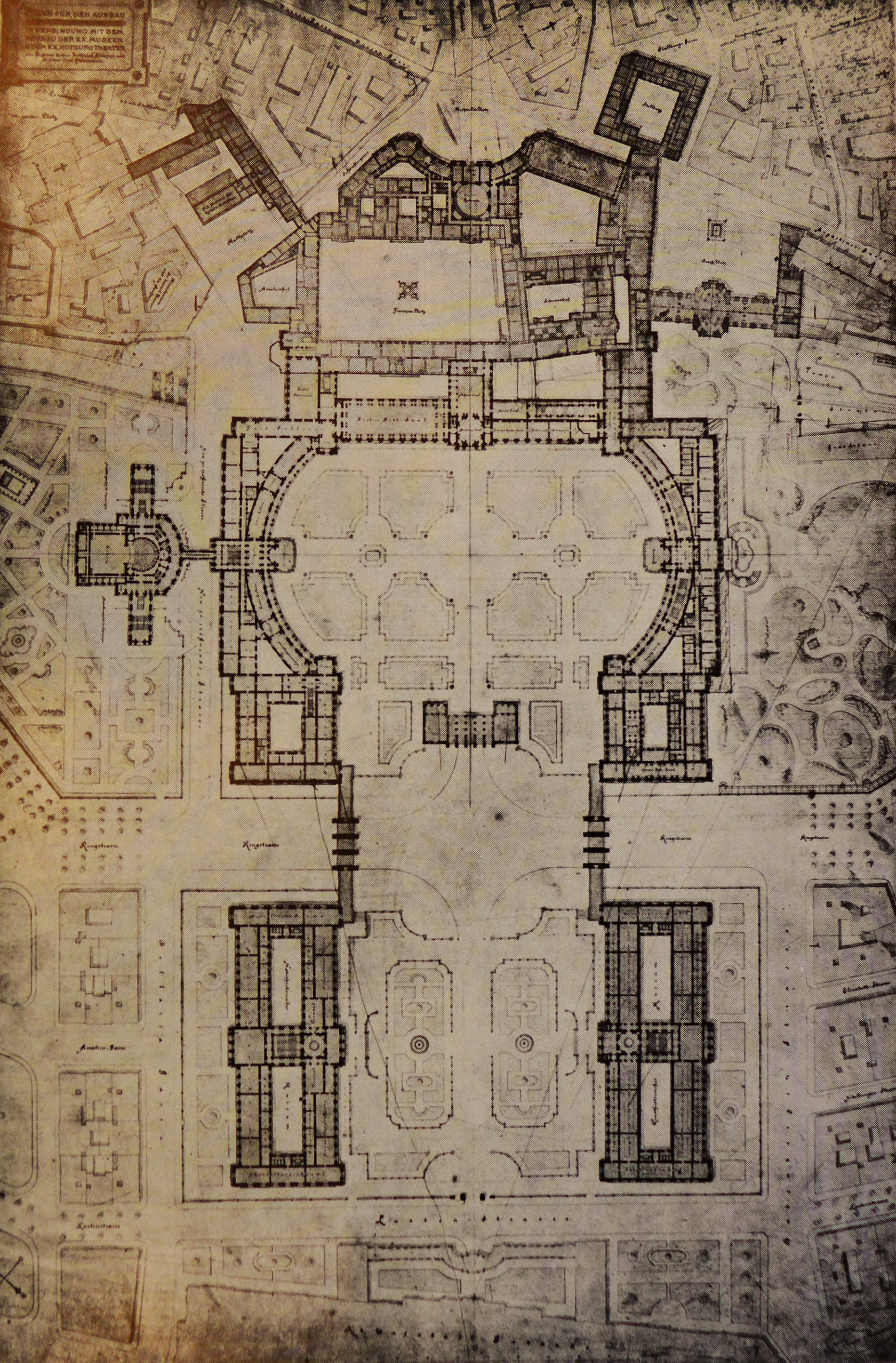
Gottfried Semper, plano del Kaiserforum en el nivel del primer piso, 20 de diciembre de 1869, el Burgtheater todavía está conectado al foro en este plano.

Semper concibió un proyecto mucho más ambicioso en toda la inmensa área vacía situada entre el Hofburg y los Hofstallungen (Establos de la Corte) diseñados por Fischer von Erlach. El nuevo proyecto del Kaiserforum ya no buscaba edificar únicamente los dos museos, sino de ampliar el propio palacio imperial y crear un gran cour d'honneur, la actual Heldenplatz (Plaza de los Héroes). A ambos lados de ésta se edificarían dos alas cóncavas destinadas a los aposentos imperiales y a los de invitados, mientras que la nueva fachada del Hofburg estaría coronada por una cúpula y contendría las salas de recepción y el salón del trono. Además, dos arcos de triunfo encima de la Ringstrasse conectarían las alas laterales con los museos y un tercero serviría de entrada principal sustituyendo a la antigua Äußeres Burgtor (Puerta Exterior).
El plan fue aprobado por el emperador Francisco José en 1870 y la construcción comenzó en 1871.
Semper contó con la colaboración de un joven y desconocido arquitecto, Carl Hasenauer, que había sido pupilo de Eduard van der Nüll y August Sicard von Sicardsburg, arquitectos de la Ópera de Viena. En 1876, a raíz de varios conflictos con su colaborador, Semper abandonó Viena, falleciendo tres años después en Roma, desde entonces, Hasenauer dirigió el proyecto en solitario.
Los primeros, y únicos, edificios completados según el proyecto original fueron los gemelos Kunsthistorisches Museum y Naturhistorisches Museum situados a ambos lados de la plaza con el monumento a la emperatriz María Teresa (inaugurado en 1888). No obstante, también la edificación de los museos fue larga y complicada: se inició en 1871, en 1881 se terminó la estructura, pero la decoración de interiores no se terminó hasta 1891. El emperador los inauguró el 18 de octubre de 1891. Ambos fueron concebidos como una Gesamtkunstwerk donde arquitectura, decoración, pintura y escultura eran un todo unificado, entre los artistas que participaron en la decoración interior destacaron Hans Makart y Gustav Klimt.

### El lento decaimiento del proyecto (1894-1906)
La inauguración de los museos en 1891 puede considerarse como la culminación del proyecto del Kaiserforum, que desde entonces experimentó una progresiva ralentización. Varios fallecimientos contribuyeron a ello: el suicidio del archiduque Rodolfo en 1889, el fallecimiento de Hasenauer en 1894 y el asesinato de la emperatriz Isabel en 1898. El emperador, por lo tanto, fue perdiendo interés en el desmesurado proyecto de ampliación del palacio, pues la familia imperial se había ido reduciendo drásticamente y el nuevo heredero al trono, el archiduque Francisco Fernando, vivía en el Belvedere. 
En 1881, no obstante, se había empezado la edificación del llamado Neue Burg (Nuevo Castillo), el ala este del complejo que debía contener los nuevos aposentos para el emperador y la emperatriz. A la muerte de Hasenauer en 1894, solo la disposición general de los muros había sido decidida, sin detallar ni la distribución ni la decoración. Durante los dos siguientes años, sus discípulos Bruno Gruber y Otto Hofer siguieron dirigiendo las obras, produciendo más de 170 detallados diseños de los interiores. No obstante, en 1896 fueron sustituidos por Emil von Förster, que decidió añadir una entreplanta para resaltar la monumentalidad del conjunto, pero que luego ocasionó serios problemas de conexión con el antiguo Hofburg. Tras el asesinato de la emperatriz en 1898 el emperador perdió todo interés en mudarse a los nuevos aposentos, el año siguiente Friedrich Ohmann fue nombrado nuevo arquitecto jefe, pero sus fastuosos diseños para las estancias de recepción no lograron sacar el proyecto de su parálisis.

### El impulso del archiduque Francisco Fernando (1906-1914)

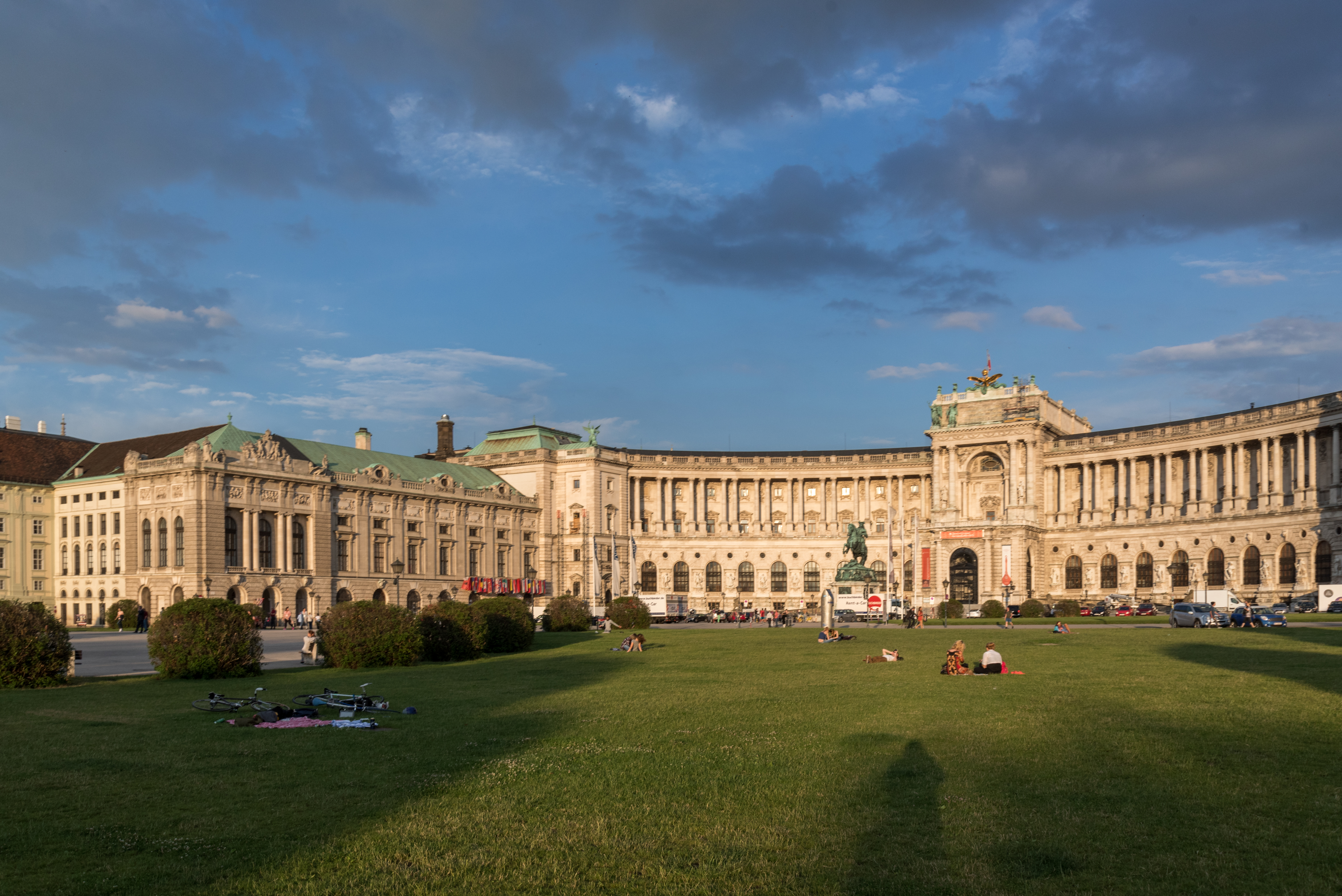
La característica fachada cóncava del Neue Burg, a la izquierda la Festsaaltrakt.

Finalmente en 1906, el archiduque Francisco Fernando, heredero al trono, fomentó que el proyecto saliera de su letargo; el emperador había delegado en él la continuación del Neue Burg. Se decidió entonces optar una versión reducida del Kaiserforum, solo se edificaría el Neue Burg, lo que permitiría que el resto de las fachadas del Hofburg no fueran enmascaradas y que se pudiera apreciar su evolución "orgánica", de la cual el nuevo edificio formaría parte. Según Francisco Fernando, la antigüedad y heterogeneidad del viejo Hofburg era suficiente para mostrar el prestigio de los Habsburgo. Anexo al Neue Burg también se edificaría el llamado Corps de logis, un gran bloque cúbico con un patio central, pero se destinaría a actividades museísticas. Al año siguiente, Ludwig Baumann fue nombrado nuevo arquitecto jefe y, siguiendo las directrices del archiduque, propuso usar las grandes enfiladas de la entreplanta y primer piso del Neue Burg únicamente como aposentos para invitados de alto rango. Por primera vez se concretó la distribución y decoración de las estancias interiores.

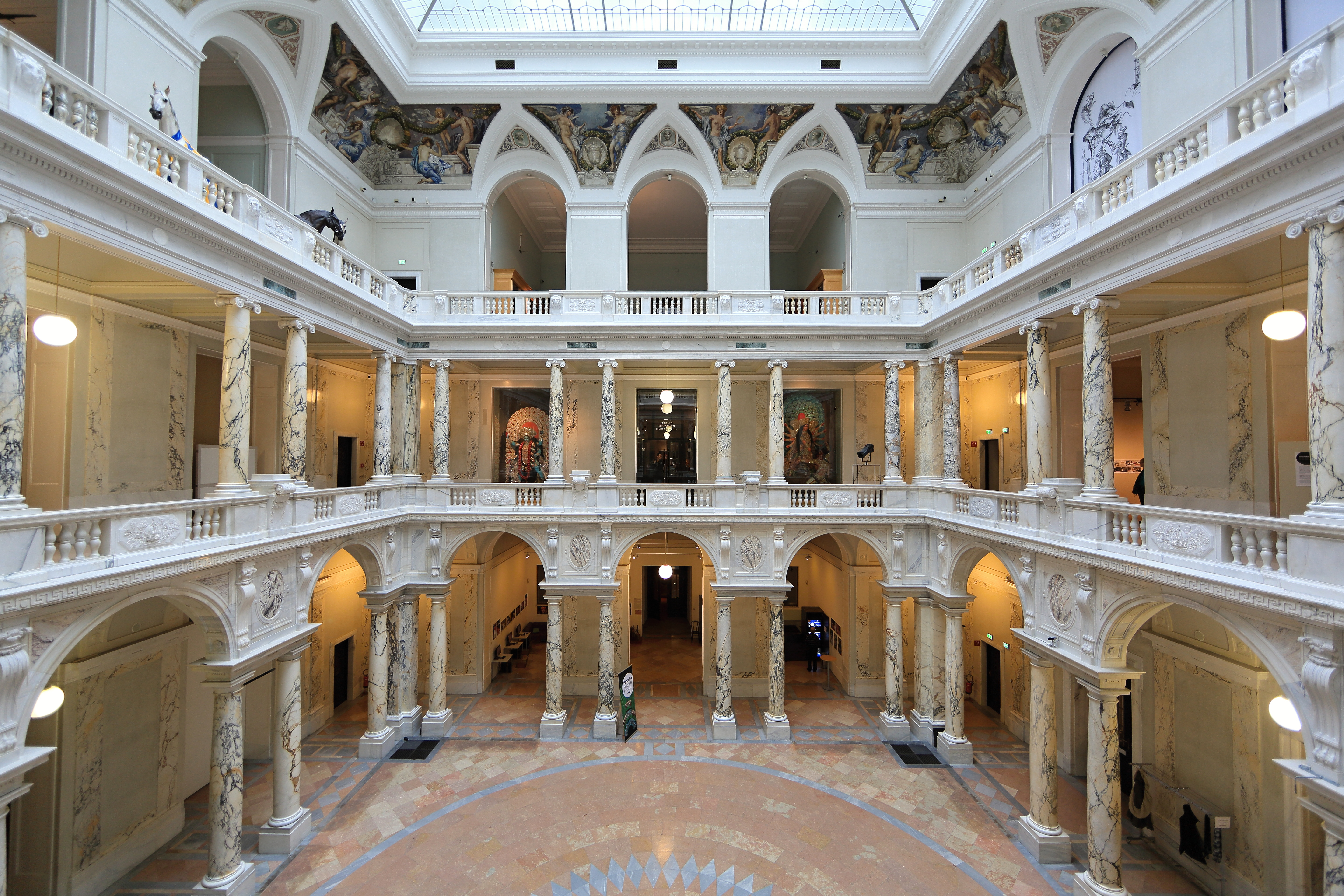
Gran patio interior del Corps de logis.

La intervención del heredero al trono también ocasionó, en varias ocasiones, retrasos en el proyecto, debido a súbitos cambios de opinión y a su voluntad de estar informado del más mínimo detalle. Claro ejemplo de ello fueron los aposentos imperiales del Neue Burg. El archiduque era reticente a concretarlos debido a su matrimonio morganático que complicaba la distribución de las estancias conforme a la etiqueta, y a que se encontraba cómodamente instalado en el Belvedere, afirmando que pensaba seguir habitando en dicho palacio incluso después de ascender al trono. No obstante, en 1911, cambió de opinión y propuso crear una suntuosa enfilada de aposentos para él y su familia en la entreplanta, que quedaba al mismo nivel del piano nobile del Hofburg. Se encargaron varios diseños a importantes decoradores y fabricantes de muebles, pero finalmente, en parte debido el excesivo coste, se decidió destinar la entreplanta a espacios expositivos para las colecciones imperiales y reducir los aposentos a un "Comedor familiar de diario".

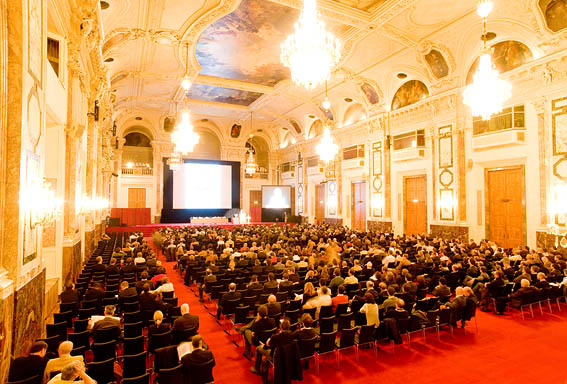
La Festsaal (Sala de Fiestas) en el interior del ala homónima.

Pese a las indecisiones y a los cambios, la construcción fue avanzando y entre 1908 y 1913 se construyeron las suntuosas escaleras principales del Neue Burg. A partir del 1910 empezó la edificación de la Festsaaltrakt (Ala de la Sala de Fiestas), que servía de unión entre el viejo Hofburg y el Neue Burg, la terminación de este ala se convirtió en una de las prioridades del proyecto para el archiduque Francisco Fernando. Por lo tanto, las salas de recepción con una función clara desplazaron a los debates sobre la creación o no de los espacios habitacionales. En 1913, más de cuarenta años después de su inicio, el emperador Francisco José puso fin, al menos formalmente, al proyecto, afirmando que los fastuosos edificios ya no podían generar simpatía en la época presente. Solo se terminarían las partes empezadas, y el dinero ahorrado se destinaría mejor al mantenimiento de palacios históricos como el propio Hofburg, Schönbrunn o el Belvedere. En junio de 1914, pocos días antes de ser asesinado en Sarajevo, Francisco Fernando visitó por última vez las obras.

### Del fin del imperio a la actualidad (1914-2020)

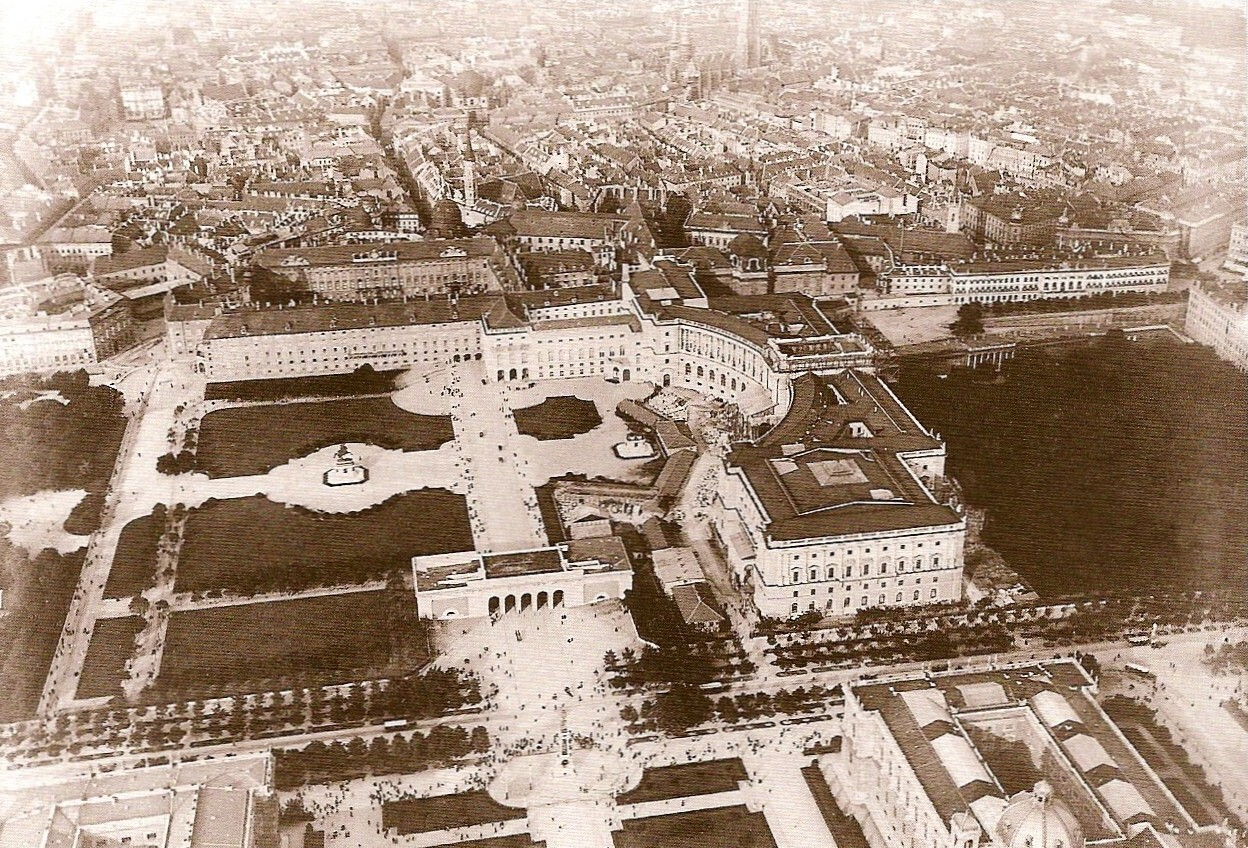
Vista aérea de Heldenplatz (centro), el Neue Burg (derecha) y Hofburg al fondo. Hacia 1900.

Por razones obvias, debido al estallido de la Primera Guerra Mundial, la terminación del Neue Burg y de los edificios anexos no fue una prioridad ni para el anciano Francisco José, ni durante el corto reinado de Carlos I. Tras la caída de la monarquía y la disgregación del Imperio austrohúngaro, las construcciones a medio terminar perdieron todo el sentido. Durante los años 20 se decidió su terminación con una decoración muy somera y se destinaron a acoger varios museos. Paralelamente la Heldenplatz sirvió de marco para mítines políticos, como el discurso que Hitler dio desde el gran balcón del Neue Burg el 15 de marzo de 1938, tras el Anschluss.
El primer museo en establecerse fue el Museo de Etnología (luego renombrado Weltmuseum Wien), instalado en 1928 en el Corp de logis, espacio que ya se había pensado destinar a museo antes de 1918. En 1947, el Museo de Instrumentos Musicales Históricos fue establecido en las salas del piano nobile del Neue Burg; en 1958 la antigua Festsaaltrakt con las salas de recepción se destinó a centro de congresos, desde 1966 la Biblioteca Nacional de Austria usa varios espacios de la planta baja del Neue Burg como salas de lectura y almacenes y en 1978 el Museo de Éfeso abrió sus puertas en los inmensos vestíbulos y escaleras de dicho edificio.
La última incorporación al conjunto fue en 2018, con la apertura de la Haus der Geschichte Österreich (Casa de la Historia de Austria, abreviado "hdgö") en la entreplanta del Neue Burg.